# Вальтер Штеннес
Вальтер Франц Марія Штеннес (нім. Walter Franz Maria Stennes; нар. 12 квітня 1895, Фюрстенберг, Вестфалія — † 18 травня 1989, Брюґґе, Люденшайд, Північний Рейн-Вестфалія) — німецький політик, провідник СА.

## Молодість і Перша світова війна
Вальтер Штеннес народився 1895 року в сім'ї офіцера. З десяти- до п'ятнадцятирічного віку він був у Кадетському корпусі Бенсберг і виховувався під Кельном. 1910 року він перейшов у Головну військову академію Ліхтерфельде. Тут Штеннес познайомився з Германом Герінгом. У серпні 1914 року, на початку Першої світової війни, він отримав офіцерський диплом, відтак його спрямовано лейтенантом у Третій Вестфальський піхотний полк № 16 біля Бельгії, а вже між 1-м і 23-м серпня — він отримав поранення.
У Фландрії він пережив так зване Різдво миру 1914, де німецькі та британські солдати браталися одне з одним, щоб відзначити Різдво.

## Фрайкор, поліція безпеки й Чорний рейхсвер (1919—1928)
В грудні 1918 року Вальтера Штеннеса звільнено з армії. Він розпочав «Волонтерську кампанію Штеннеса», а в замку Варлар у Кесфельді сформовано його підрозділ. В результаті кампанії близько 500 добровольців вступили до фрайкору Гакетау. Водночас Штеннес і далі стежив за страйками шахтарів у Бохольті, Мюнстері й Дюссельдорфі. В Гамме він навіть встиг придушити страйк робітників.
1 серпня 1919 Вальтер Штеннес отримав звання капітана поліції, командира ескадрону спеціального призначення в Берлінській Поліції безпеки. Під час Каппівського путчу в березні 1920 ад'ютант ескадрону Вальтер Штеннес перейшов на бік повстанців. Разом із солдатами Морської бригади Ергардта 100 членів служби безпеки діяли в Шарлотенбургу, взявши назви правих «Федеральних патріотичних солдатів» Бору.
Капітана Штеннеса усунено з посади в поліції 28 лютого 1922. Пізніше ходило багато чуток навколо Штеннеса та його роботи в поліції безпеки. Казали, що він створив спеціальний підрозділ у 100 осіб з планами заколоту проти Республіки.
Восени 1922 Штеннес вступив у «Чорний рейхсвер». Як командир Форту Ганенберг, він вів незаконний військовий вишкіл молодих людей з різних націоналістичних угруповань. У жовтні 1923 року Штеннес брав участь у Кустринерському заколоті «Чорного рейхсверу», зі своїми учнями, перейшовши до форту Ганенберг, де забарикадувався з озброєними повстанцями. Це була змова проти Республіки, ускладнена політичними вбивствами й незаконним обігом зброї та замахами, особливо щодо соціалістичних політиків. Проте, жодне з цих тверджень не можна було довести. Обшук у Штеннеса і його послідовників у роки з 1925 по 1928 завжди не мав успіху.
Суперечлива подвійна роль Штеннеса, як офіцера поліції безпеки, з одного боку, й супротивника Веймарської республіки з іншого, в першій половині 1920-х років і, відповідно, численні контакти, незабаром зробили його найефективнішим політичним діячем. З одного боку, він тісно співпрацював з міністром закордонних справ Веймарської республіки, Густавом Штреземаном, в той же час він був у постійному контакті з його супротивниками, такими як республіканець Вальдемар Пабст, з яким дружив з 1920 року.
Адольф Гітлер зустрів Штеннеса в 1920 і запропонував йому керівництво Відділом Storm (імовірно, SA), бойовим порядком нацистського руху, але він погодився тільки в 1922 році. Натомість, капітан Герман Герінг став першим керівником SA.

## Провідник СА (1928—1931)
В травні 1927 Штеннес вступив до лав націонал-соціалістів. Він узяв на себе керівництво СА в районі Берліна. На 30 вересня 1927 його призначено регіональним командиром SA в Східній Німеччині, йому також доручено розширити сферу дій СА: відтак він очолив SA-одиниці Берліна, Бранденбургу, Східної Пруссії та Померанії. Вони складали одну третину від загальної кількості SA. Крім того, в той час Франца Пфеффера фон Саломона призначили начальником штабу СА, як усієї організації.
З нагоди Генеральних виборів 1930 Штеннес вимагав у Гітлера більше враховувати лідерів SA коли складано партійні списки, так щоб SA могло отримати місце в Рейхстагу. Проте в цьому питанні він не зміг узяти гору. Взаємини Штеннеса з Гітлером і нацистською партією ще більше погіршали після того, як з'явилися відомості про проблеми, що переважали в більшості SA, а по-друге, щоразу очевиднішими ставали основні тактичні розбіжності: Штеннес закликав Гітлера до насильницького заколоту СА проти уряду, а Гітлер говорив про неможливість заколоту 1923, бо прийти до влади можна тільки на законних підставах, використовуючи парламентські методи боротьби. Штеннес надіслав низку вимог на ім'я Гітлера (збільшити кількість штурмовиків у списку кандидатів від НСДАП до Рейхстагу, оплачувати штурмовикам охоронні обов'язки тощо): але ці вимоги не було задоволено. Штеннес у відповідь на це 30 серпня 1930 року вчинив напад на штаб-квартиру НСДАП в Берліні, а його люди з СА зайняли редакцію газети Берлінер Цайтунг (Berliner Zeitung) (це був так званий перший бунт Штеннеса). Охорону було побито, а гауляйтер Йозеф Геббельс утік до Мюнхена. Гітлер насилу зміг перейти до тимчасового замирення зі Штеннесом. Попри уявне примирення з обидвох сторін конфлікту, події підштовхнули Гітлера до того, щоб зняти з посади начальника штабу СА Пфефера фон Саломона, який виявився нездатним тримати Штеннеса в узді, а його друга Ернста Рема призначити новим начальником штабу. Крім того стали суворіше здійснювати перевірки та стеження за діяльністю Штеннеса, відтак Гітлер призначив незмінного доктора Леонардо Конті з Берліна як штатного лікаря СА.
В 1931 конфлікт Штеннеса із керівництвом партії дійшов до остаточної ескалації — так званого путчу Штеннеса: 20 Лютого 1931 Гітлер зажадав, щоб Берлінські SA, зважаючи на попередній Указ про надзвичайне становище Уряду Брунінга, не брали участі у вуличних бійках і заворушеннях. Тоді Штеннес міг почати діяти — відкрито виступити проти Гітлера, через його заклик до законності, через острах перед великим ризиком можливості нової заборони партії. Станом на 31 березня 1931 Гітлер призначив Рема і, отже, Штеннеса зняли з посту OSAF Сходу для того, щоб він працював у штаб-квартирі партії в Мюнхені (це фактично означало пониження). Штеннес вирішив силою виступити проти його заслання: офіс партії та редакції зайняли його прихильники, в надії розділити нацистський рух і привернути більшість SA на свій бік. Звільнити приміщення змогли тільки за допомогою поліції Берліна. В подальші тижні Штеннес звернувся до громадськості, пропагував від свого імені свої погляди: він виправдовував свої дії марнотратством партійних лідерів і зрадою соціалістичних принципів Партії в програмі НСДАП.

Він виступив із гаслами типу: 
|  | «Що важливіше: підошви на чоботи для SA, чи палац для партійних босів?» |

Але палкі промови Штеннеса прихилили лише близько третини берлінських SA у відкрите повстання проти Гітлера. Гітлер негайно зняв Штеннеса з посади очільника SA Берліна. Практично, уповноваженим Берлінських SA став Пол Шульць. У подальші роки прихильників Штеннеса було виключено з НСДАП. Відтак на противагу НСДАП, Штеннес заснував Бойовий нацистський рух Німеччини (NSKD).

## Політичний суперник НСДАП (1931—1933)
У подальший період до 1933 року Штеннес політично боровся проти нацистської партії. Він став брати участь у виборчій кампанії 1932 року. Крім того, Штеннес мав тісні контакти, попри значні відмінності в поглядах, з Отто Штрасером та іншими ренегатами-нацистами. Штеннес пізніше пояснив, що він цікавився тільки SA й ніколи не підтримував партію Гітлера, що прагнула отримати законність, і що метою її була влада в країні за допомогою однієї зі політичних ніш у рамках тодішньої політичної системи. Натомість, він вимагав зміни на основі народного руху людей, і без партії, яку він вважав за частину тодішньої системи.

## Вигнання (1933—1949)
Після приходу нацистів до влади навесні 1933, Штеннес вирушив разом із дружиною і дочкою у вигнання. Інформація про обставини його втечі / виїзду відрізняється:
- Ганс граф фон Лендорф, консервативний лікар зі Східної Пруссії, в своїх мемуарах «Люди, коні, Велика країна» повідомив, що його наставник, антинацист Карл Йордан, нібито допоміг Штеннесу втекти за кордон;
- в працях Інституту сучасної історії та літератури можна знайти відомості, які припускають, що після тимчасового арешту Штеннеса на чотири місяці в одиночній камері — завдяки заступництву кардинала Шульте (дядька дружини), папського нунція та захисту Герінга його було звільнено. Герінг узяв з нього обіцянку негайно полишити країну, й поселитися в Швейцарії.

Потім Штеннес емігрував до Нідерландів, опісля до Китаю, куди він прибув у вересні 1933 року. В Китаї Штеннес пробув до 1949 року в ранзі військового радника Чан Кайші в русі Гоміньдан. Його зусилля було спрямовано на реорганізацію армії і поліційних сил китайських націоналістів, наслідуючи приклад прусських військ. Він також наказав посилити охорону Чан Кайші.
Німецькі дипломати та спецслужби не чіпали Штеннеса під час його перебування в Китаї. Представник гестапо в Японії, Йозеф Майзингер мав навіть чи не дружні взаємини з ним. Проте, Штеннес ніколи не припиняв побоюватися замаху нацистів на його життя. Декілька пропозицій про повернення до Німеччини, що надходили до нього після початку Другої світової війни, він відмовився прийняти. Припускають, що Штеннес мав стосунки з радянським шпигуном у німецькому посольстві в Токіо, Ріхардом Зорге, повідомивши йому в 1941 про майбутній німецький наступ на Радянський Союз. Після окупації значної частини Китаю Японією, Штеннес ледве уникнув арешту. Натомість після війни американці зажадали його негайної екстрадиції після того, як він відмовився засудити колишніх націонал-соціалістів у Шанхаї, що працювали з японськими військами. Чан Кайші врятував його від цієї долі і його було призначено членом Китайської військової комісії.
Після повернення до Німеччини в 1949 Штеннес жив спокійним приватним життям. Останні роки він провів у містечку Брюґґе, район Люденшайд, земля Північний Рейн-Вестфалія і помер 18 травня 1989 року.

## Нагороди
- Залізний хрест 2-го і 1-го (травень 1915) класу
- Королівський орден дому Гогенцоллернів, лицарський хрест з мечами (червень 1917)
- Ганзейський Хрест (Гамбург)
- Хрест «За військові заслуги» (Ліппе) (1918)
- Нагрудний знак «За поранення» в сріблі
- Балтійський хрест
- Почесний партійний знак «Нюрнберг 1929»